# Edgaras Jankauskas
Edgaras Jankauskas (Vilnius, 12 de març de 1975) és un exfutbolista lituà, que ocupava la posició de davanter. Actualment fa d'entrenador de futbol.

## Trajectòria
Als 16 anys arriba al FK Žalgiris Vilnius, provinent del local FK Panerys Vilnius. El 1996 s'uneix al CSKA Moscou, del qual passa a un altre equip de la capital russa, el Torpedo de Moscou.
El 1997 fitxa pel Club Brugge K.V., amb qui guanya la Lliga Belga 97/98. La seua progressió possibilita que al gener del 2000 siga fitxat per la Reial Societat, que paga 2,3 milions d'euros, sent el jugador lituà més car de la història.
El davanter hi roman any i mig a l'equip basc, abans de ser cedit al SL Benfica per a la campanya 01/02. L'any següent hi recala al FC Porto, on no arriba a consolidar-se com a titular. En aquest equip, sota la direcció de Mourinho, hi guanya diversos títols domèstics i continentals.
Seria cedit a l'OGC Nice, però no s'adapta a l'equip francés i marxa a Escòcia, al Heart of Midlothian, via FBK Kaunas. Va ser un acord complex en el qual va ser cedit al Hearts, club amb el mateix propietari que el conjunt lituà. Passa dues temporades a Edinburg. El 2007 s'incorpora a l'AEK Làrnaca xipriota.
Retorna a Portugal al gener del 2008, quan fitxa pel C.F. Os Belenenses, on tot just passa uns mesos. La campanya 08/09 la juga amb els letons de l'Skonto Riga. El 2009 signa per l'equip estatunidenc del New England Revolution.

## Internacional
Jankauskas ha estat un dels jugadors lituans més importants de la dècada dels 90 i del 2000. Ha disputat 54 partits amb la seua selecció, on ha marcat 10 gols.

## Títols

### Clubs
Žalgiris Vilnius:
- A Lyga: 1991, 1992
- Copa de Lituània: 1991, 1993, 1994

Club Brugge:
- Lliga Júpiter: 1997-98
- Supercopa de Bèlgica: 1998

Porto:
- Lliga portuguesa: 2002-03, 2003-04
- Taça de Portugal: 2002-03
- Supercopa Cândido de Oliveira: 2002-03, 2003-04
- Copa de la UEFA: 2002-03
- Lliga de Campions de la UEFA: 2003-04

Hearts:
- Copa d'Escòcia: 2005-06

### Equip nacional
- Copa Bàltica: 991

### Individual
- Jugador Lituà de l'Any: 1997, 1998, 2000, 2001, 2004